# Barátok közt (5. évad)
A Barátok közt 5. évadát (2002. augusztus 26. – 2003. július 25.) 2002-ben kezdte sugározni az RTL Klub.

## Az évad szereplői

### Főszereplők
- Balassa Imre (Kinizsi Ottó)
- Berényi András (R. Kárpáti Péter)
- Berényi Claudia (Ábrahám Edit)
- Berényi Dani (Váradi Zsolt)
- Berényi Kata (Juga Veronika)
- Berényi Miklós (Szőke Zoltán)
- Berényi Zsuzsa (Csomor Csilla)
- Dr. Balogh Nóra (Varga Izabella)
- Dr. Ferenczy Orsolya (Lóránt Kriszta) (2003. júniustól)
- Hoffer Eszter (Konta Barbara) (2002. novemberig, Londonba költözött)
- Hoffer Misi (Halász Gábor) (2002. októberig, Szegedre költözött Robival)
- Kertész Géza (Németh Kristóf)
- Kertész Magdi (Fodor Zsóka)
- Kertész Mónika (Farkasházi Réka)
- Kertész Vilmos (Várkonyi András)
- Mátyás Tilda (Erdélyi Tímea) (2003. januárig), (Szabó Erika) (2003. januártól)
- Novák Csaba (Kővári Tamás) (2003. januártól)
- Novák Éva (Csapó Virág) (2003. júniusig, Szilágyi Tamással Szegedre költöztek)
- Novák László (Tihanyi-Tóth Csaba)
- Szilágyi Andrea (Deutsch Anita)
- Szilágyi Lóránt (Magyar Bálint) (2003. áprilisig, meghalt.)
- Szilágyi Pál (Bruckmann Balázs)
- Szentmihályi György (Giorgio) (Gyetván Csaba) (2002. októbertől)
- Szentmihályi Szilvia (Sissy) (Hullan Zsuzsa) (2002. októbertől)
- Szentmihályi Zsófia (Lékai-Kiss Ramóna) (2002. októbertől)

### További szereplők
- Egresi Antal (Dósa Mátyás) (2003. májustól)
- Szilágyi Tamás (Bognár Zsolt) (2003. májusig)
- Pisti, a pincér (Óré István)
- Hodász Péter (Zámbori Soma) (2002. október-2003. június)
- Kozák Luca (Fényes Erika) (2002. szeptemberig)
- Bodó Attila (Faragó András) (2002. december-2003. február)
- Kenyeres János (Baghy Csaba) (2003. februártól)
- Rácz Béla (Bezerédi Zoltán) (2002. szeptember)
- Rácz Rozália (Rácz Rita) (2002. szeptember-2003. május)
- Szántó Róbert (D. Tóth András) (2002. szeptemberig)
- Szentmihályi Dénes (Ujréti László) (2003. január-február)
- Szentmihályi Gábor (Forgács Péter) (2003. április, július)
- Szokolay Albert (Hujber Ferenc) (2002. szeptemberig)
- Kövér Norbert (Endrődi Attila) (2003. májustól)
- Berényi Bandi (Mile Tamás Zoltán)